# アンジェリク・ウィジャヤ
アンジェリク・ウィジャヤ（Angelique Widjaja, 1984年12月12日 - ）は、インドネシア・バンドゥン出身の女子プロテニス選手。WTAツアーでシングルス2勝、ダブルス2勝を挙げた。自己最高ランキングはシングルス55位、ダブルス15位。右利き、バックハンド・ストロークは両手打ち。中国系の選手で漢字名は黄依林という。

## 来歴
1990年代に世界ランキング19位・1997年ウィンブルドンベスト8などの偉業を残した先輩選手ヤユク・バスキの後を受けて、ウィジャヤが当地の新星として活躍を始める。彼女はジュニア選手時代、多数のトーナメントを制し、4大大会の女子ジュニア部門で2001年ウィンブルドン・2002年全仏オープンシングルス、2002年全豪オープンダブルスで優勝した。2001年ウィンブルドン選手権のジュニア女子シングルスでは、決勝でディナラ・サフィナ（ロシア）を 6-4, 0-6, 7-5 で破り、インドネシアのテニス選手として最初のウィンブルドン・タイトルを獲得している。2001年9月末、ウィジャヤはインドネシア・バリ大会でWTAツアー大会にデビューし、この大会でいきなりツアー初優勝を達成した。
2002年5月、ウィジャヤはクロアチア・ボル大会でタチアナ・ガルビン（イタリア）とペアを組み、女子ツアーのダブルス初優勝を果たした。ボル大会のダブルスを制した後、2002年全仏オープンで4大大会本戦にデビューし、この年は全仏オープン・ウィンブルドン・全米オープンとも2回戦に勝ち進んだ。全米オープンの1回戦で、ウィジャヤはロシアの人気選手アンナ・クルニコワを試合時間44分（スコア：6-3, 6-0）で圧倒し、世界の注目を集めた。クルニコワは2001年全米オープンから4大大会で1回戦敗退が続いていたが、このウィジャヤ戦での大敗で観客のブーイングを浴びた。ウィジャヤ自身は、続く2回戦で敗退している。同年11月にタイ・パタヤ市開催大会の決勝で趙倫貞（韓国）を 6-2, 6-4 で破り、ツアー大会でシングルス2勝目を挙げた。
ウィジャヤは2003年、ダブルスでベネズエラのマリア・ベント＝カブチと組んで多くの好成績を出した。ウィジャヤとベント＝カブチは、2003年ウィンブルドン・全米オープンの2大会連続で女子ダブルス・ベスト8に入り、ウィジャヤの故国のトーナメントであるバリ大会のダブルス優勝、WTAツアーのティアIトーナメント（女子テニスツアーで、4大大会に続く高額賞金大会群）の1つであるカナダ・マスターズダブルス準優勝などを記録した。2004年はオリンピックのインドネシア代表選手としてアテネ五輪に出場し、シングルスは2回戦に進んだが、ダブルスは1回戦で敗退した。
彼女は2004年末に左膝の手術を受け、2005年のシーズンを棒に振った。その後、女子ツアー大会ではかつての好調さを取り戻せず、2008年に現役を引退した。女子テニス国別対抗戦・フェドカップのインドネシア代表選手としては、通算29勝6敗（シングルス13勝6敗、ダブルス16戦全勝）の成績を挙げた。

## WTAツアー決勝進出結果

### シングルス: 2回 (2勝0敗)
| 大会グレード         |
| -------------------- |
| グランドスラム (0–0) |
| ティア I (0–0)       |
| ティア II (0–0)      |
| ティア III (1–0)     |
| ティア IV & V (1–0)  |

| 結果 | No. | 決勝日         | 大会   | サーフェス | 対戦相手               | スコア         |
| ---- | --- | -------------- | ------ | ---------- | ---------------------- | -------------- |
| 優勝 | 1.  | 2001年9月30日  | バリ   | ハード     | ヨアネット・クルーガー | 7–6(2), 7–6(4) |
| 優勝 | 2.  | 2002年11月10日 | パタヤ | ハード     | 趙倫貞                 | 6–2, 6–4       |

### ダブルス: 6回 (2勝4敗)
| 結果   | No. | 決勝日        | 大会       | サーフェス | パートナー             | 対戦相手                                          | スコア        |
| ------ | --- | ------------- | ---------- | ---------- | ---------------------- | ------------------------------------------------- | ------------- |
| 優勝   | 1.  | 2002年4月29日 | ボル       | クレー     | タチアナ・ガルビン     | エレーナ・ボビナ ヘンリエッタ・ナギョワ           | 7–5, 3–6, 6–4 |
| 準優勝 | 1.  | 2003年2月10日 | ドーハ     | ハード     | マリア・ベント＝カブチ | ウィン・プラクスヤ ジャネット・リー               | 1–6, 3–6      |
| 準優勝 | 2.  | 2003年5月19日 | マドリード | クレー     | リタ・グランデ         | リーゼル・フーバー ジル・クレイバス               | 4–6, 6–7(6)   |
| 準優勝 | 3.  | 2003年8月11日 | トロント   | ハード     | マリア・ベント＝カブチ | マルチナ・ナブラチロワ スベトラーナ・クズネツォワ | 6–3, 1–6, 1–6 |
| 優勝   | 2.  | 2003年9月8日  | バリ       | ハード     | マリア・ベント＝カブチ | ニコル・プラット エミリー・ロワ                   | 7–5, 6–2      |
| 準優勝 | 4.  | 2003年11月3日 | パタヤ     | ハード     | ウィニー・プラクシャ   | 孫甜甜 李婷                                       | 4–6, 3–6      |

## 4大大会シングルス成績
略語の説明
| W | F | SF | QF | #R | RR | Q# | LQ | A | Z# | PO | G | S | B | NMS | P | NH |

W=優勝, F=準優勝, SF=ベスト4, QF=ベスト8, #R=#回戦敗退, RR=ラウンドロビン敗退, Q#=予選#回戦敗退, LQ=予選敗退, A=大会不参加, Z#=デビスカップ/BJKカップ地域ゾーン, PO=デビスカップ/BJKカッププレーオフ, G=オリンピック金メダル, S=オリンピック銀メダル, B=オリンピック銅メダル, NMS=マスターズシリーズから降格, P=開催延期, NH=開催なし.
| 大会           | 2002 | 2003 | 2004 | 通算成績 |
| -------------- | ---- | ---- | ---- | -------- |
| 全豪オープン   | LQ   | 1R   | 1R   | 0–2      |
| 全仏オープン   | 2R   | 1R   | LQ   | 1–2      |
| ウィンブルドン | 2R   | 2R   | 1R   | 2–3      |
| 全米オープン   | 2R   | 1R   | 1R   | 1–3      |